# Manuel Arias Teijeiro de Castro
Manuel Ramón Arias Teijeiro de Castro (San Juan de Cabanelas, Orense, 29 de abril de 1780 - Las Caldas del Besaya, Cantabria, 19 de diciembre de 1863) fue un obispo español de la Iglesia católica.

## Biografía
Fue bautizado el 1 de mayo con los nombres Anselmo Benito Bernardo Manuel Ramón por su tío Veremundo Arias Teijeiro, que destacó por sus cartas pastorales en defensa del catolicismo y contra las Cortes de Cádiz y que fue arzobispo de las archidiócesis de Pamplona (1804-1814) y de Valencia (1815-1824); otro tío suyo fue Anselmo Bartolomé de la Peña, obispo de Cortona (1717-1723) y de Agrigento (1723-1729). Teijeiro de Castro creció en Alcira con su tío Veremundo, llegando a ser arcediano del Cabildo de Alcira.
En 1848 fue nombrado obispo de la diócesis de Santander por Pío IX, como tal, presidió la inauguración del ferrocarril entre Alar del Rey y Santander en 1852 e inauguró el Seminario de Corbán. En 1860 y con 83 años renunció a su cargo de obispo y se retiró al Santuario de Nuestra Señora de Las Caldas (1860), donde falleció el 19 de diciembre de 1863.

## Condecoraciones
- Caballero gran cruz de la Orden de Isabel la Católica

| Predecesor: Felipe González Abarca | Obispo de Santander 1848 - 1860 | Sucesor: José López Crespo |